# Рождественский сельсовет (Волоколамский район)
Рождественский сельсовет — упразднённая административно-территориальная единица, существовавшая на территории Московской губернии и Московской области до 1939 года.
Рождественский сельсовет был образован в 1924 году в составе Аннинской волости Волоколамского уезда Московской губернии путём преобразования Мыканинского с/с.
По данным 1926 года в состав сельсовета входили 3 населённых пункта — Рождествено, Мыканино и Ядрово.
В 1929 году Рождественский сельсовет был отнесён к Волоколамскому району Московского округа Московской области.
17 июля 1939 года Рождественский с/с был упразднён. При этом его территория (селения Мыканино, Рождествено и Ядрово) была передана в Лысцевский с/с.